# Onosma tricerosperma
Onosma tricerosperma ist eine Pflanzenart aus der Gattung der Lotwurzen (Onosma) in der Familie der Raublattgewächse (Boraginaceae).

## Beschreibung
Onosma tricerosperma ist eine ausdauernde Pflanze. Die blütentragenden Stängel erreichen Wuchshöhen von 20 bis 40 cm. Sie sind aufrecht, stark verzweigt, fein behaart und mit abstehenden, 2 bis 4 mm langen Borsten behaart. Die unteren Laubblätter sind 60 bis 150 mm lang und 4 bis 15 mm breit, lang gestreckt spatelförmig, fein und mit Borsten behaart.
Die Blütenstände sind stark verzweigt. Die Blütenstiele sind bis zu 10 mm lang, die Tragblätter sind kürzer oder in etwa genauso lang wie der Kelch. Dieser ist zur Blütezeit 10 bis 22 mm lang, zur Fruchtreife bis zu 32 mm. Die Krone ist 16 bis 23 mm lang, blass gelb, unbehaart aber fein papillös. Meist ist sie etwa 1 1/3 mal so lang wie der Kelch.
Die Früchte sind etwa 4 bis 9 mm lange, runzelig-warzige Nüsschen mit drei Hörnern.

## Vorkommen
Die Art ist in der Mitte, im Süden und Südosten Spaniens verbreitet und kommt auch in Marokko und Algerien vor.

## Systematik
Man kann mehrere Unterarten unterscheiden:
- Onosma tricerosperma Lag. subsp. tricerosperma: Sie kommt in Spanien vor.[1]
- Onosma tricerosperma subsp. granatensis (Debeaux & Hervier) Stroh (Syn.: Onosma hispanica (Degen & Hervier) Lacaita): Sie kommt in Spanien vor.[1]
- Onosma tricerosperma subsp. mauretanica (Maire) G. López (Syn.: Onosma fastigiata subsp. mauretanica Maire, Onosma maroccana Pau): Sie besitzt die Chromosomenzahl 2n = 12.[2] Sie kommt in Marokko, Algerien und Spanien vor.[1]